# 瞄準
《瞄準》，是一部2020中国大陆年代剧，由浙江影视集团出品。该剧由导演五百和别克共同执导，黄轩、陈赫、杨采钰、李溪芮主演。
2019年5月7日，《瞄準》首度宣布阵容，並於次年10月9日在浙江卫视与东方卫视首播。
該劇每段都會標上日期時間，以供觀眾更加了解劇情的時間線。

## 劇情簡介
故事開始于1949年6月6日松江市公安局截獲的一則電報，講述了在國共內戰時期短短不到幾天内所發生的故事。故事主角为兩名神槍手——代表紅方（共產黨）的苏文谦，与代表藍方（國民黨）的池铁城，兩人曾經為最好的狙擊組合，默契十足，彼此都是能為對方犧牲的漢子，也一起在抗日战争中完成了一次被视作不可能的暗殺任務；然而，苏文谦在之後一次任務中因被池铁城欺騙而鑄成大錯，导致兩人从此決裂不相往來。三年後，兩人再度相遇，分別為了自己的堅持，再度舉槍。

## 演员
| 演员   | 角色       | 人物介紹 |
| 黄轩   | 苏文谦     | 老爹的二弟子，代號牧魚。心腸軟，總是替大家著想，在錯殺好友楊之亮後就拒絕拿槍，然而在不得已的情況舉起了槍，但給自己下了一個原則是拿起槍，不為殺人，只為救人。 |
| 陈赫   | 池铁城     | 老爹的大弟子，代號水母。冷血，不能接受他人欺騙自己，然而自己卻一再欺騙他人，總是把自己立的規矩掛嘴邊，當自己違反規則卻不願認錯，強辯規矩是自己訂下的。在行動前都會有周密的布局，及逃跑路線的規劃，但在任務失敗後，會要求徒弟反省哪裡犯錯，隨後便會讓他們在肉體上受些皮肉之苦，讓他們深深記住自己所犯下的錯。在得知自己有女兒時曾一度改邪歸正，但也僅僅持續及短時間。 |
| 王亭文 | 秦雪(小雪) | 池鐵成與秦紫舒的女兒，但只願意承認苏文谦為其父。 |
| 杨采钰 | 欧阳湘灵   | 中共黨員，代號海鷗，楊之亮的未婚妻。與秦老有一面之緣，也是因此才有後續與秦老會面的機會。假扮秦鶴年，被池鐵成一槍斃命。 |
| 付枚   | 单棱       | 池鐵成最美的徒弟，愛慕池鐵成，就算知道師傅不會愛她依然默默守護著師傅。 |
| 李溪芮 | 秦紫舒     | 秦鶴年之女，與池鐵成生下一女秦雪。真心喜歡池鐵成，殊不知只是被他利用，導致雙目失明，在劇情尾聲時眼睛視力有突然恢復。 |
| 林栋甫 | 秦鶴年     | 同盟會元老，小雪之外公，秦紫舒之父。因秦紫舒未婚懷孕，又不肯打掉，因而與女兒斷絕關係，中期有與女兒修復關係。在楚軍中有著極高威望，為左右衡州之戰開戰及炸堤與否的關鍵人物。 |
| 张洪睿 | 曹必达     | 松江市警局專案組組長，劇中時而信任蘇文謙時而不信，但其智慧是有目共睹的。 |
| 张皓然 | 李北筏     | 池鐵成座下大弟子，喜歡單棱。 |
| 姚安濂 | 老爹       | 鐘錶店老闆，改造槍支的能手。為蘇文謙及池鐵城的師父，被池鐵城殺死。 |
| 霍青   | 方校長     | 原軍統機要處處長，現任松江市最大地下組織的站長，表面上是松江小學的校長，代號浦江，服毒而死。 |